# Сарайгир (приток Ика)
Сарайгир (устар. Сарай-Гир) — река в России, протекает по Оренбургской области и Башкортостану. Устье реки находится в 529 км по левому берегу реки Ик. Длина реки составляет 18 км, площадь водосборного бассейна 138 км².

## Данные водного реестра
По данным государственного водного реестра России относится к Камскому бассейновому округу, водохозяйственный участок реки — Ик от истока и до устья, речной подбассейн реки — бассейны притоков Камы до впадения Белой. Речной бассейн реки — Кама.
Код объекта в государственном водном реестре — 10010101312111100027681.